# 中村正 (技術者)
中村 正（なかむら ただし、1923年 - 2013年）は、日本の技術者。三重県伊勢市出身。学位は工学博士。
1966年蛍光表示管を発明、伊勢電子工業株式会社（現・ノリタケ伊勢電子）を創業した。後年は、技術者であるとともに、伊勢に伝わる通能（とおりのう）を舞うことで、地方伝統文化継承にも尽くした。

## 技術開発

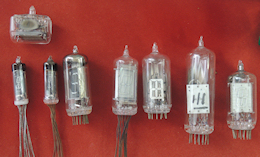
初期の開発VFD

- 神戸工業時代に、高周波レーダーなどのブラウン管の開発に従事したが、先にシャープに移った佐々木正による支援の元、低速電子線、すなわち30V以下の低電圧で動作する蛍光体に目をつけて蛍光表示管(VFD)を開発[1]。
- 1960年代後半において、技術者によるベンチャー企業創業を行い、日本の一地方都市発の独自技術を世界市場に発信し製品を浸透させた[2]。
- 開発した蛍光表示管（VFD)は、当時輸入品しかなかった高電圧表示素子（ニキシー）に対して、低電圧で緑青色に発光し、当発展途上にあった半導体ICと相性が良かった。ディジタル表示デバイスのさきがけとなり、発明後50年近い現在でも、高信頼小型表示デバイスとして認知される。現在、世界中で光る青緑色の表示デバイスは、日本が生み出した蛍光表示管(VFD)である。
- 起業後も技術開発による差別化に力を入れ、特許料を研究所の創設にあてることで、数字表示からグラフィック表示への展開を指導した。また、蛍光表示管(VFD)とその要素技術だけでなく、他のデバイス開発や、半導体、カーボンナノチューブ、モジュール化、応用システムにも開発を進めた。

## 業績

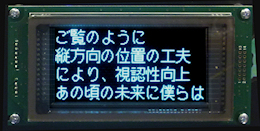
Graphic VFD

- 蛍光表示管(VFD)を発明、三重県伊勢市にて起業し量産化した。
- 米国　Electronics誌(1966)の取材を要請し、地方から世界への技術紹介を行った。
- 初期の電卓の表示素子として開発、世界的普及のため欧米での技術紹介を推進。
- 特許戦略の徹底により、日本企業3社のみにて工業所有権を持って発展させた。
- 文字表示技術を開発、初期電子タイプライタに採用され、ワープロへの発展のきっかけとなる。
- 薄膜技術による高精細配線形成の量産ラインを開発、フラットパネル生産の原型をつくる。
- 半導体素子との組合わせに着目、半導体組込みによる次世代蛍光表示管への移行を推進。

## 表彰
- 1970 科学技術庁長官賞
- 1991 米国情報表示協会（SID) ブラウン賞[3]

## 経歴
- 1923年 三重県伊勢市生まれ
- 1943年 名古屋高等工業学校（現・名古屋工業大学）卒業
- 1943年 川西機械製作所（後に神戸工業に社名変更、現在はデンソーテン）
- 1962年 大阪大学より工学博士の学位を取得
- 1966年 伊勢電子工業株式会社創業
- 1998年 ノリタケ伊勢電子株式会社名誉会長
- 2013年 三重県伊勢市にて他界

## 主な著書
- 『超高周波オシログラフ』
- 『蛍光表示管とその応用』日刊工業新聞社
- 『Vacuum Fluorescent Display』

## 参考資料
- 『蛍光表示管の開発・事業化』 (PDF)  小阪玄次郎・武石彰 IIRケース・スタディCASE#08-05、一橋大学イノベーション研究センター 2008年9月
- 『ノリタケ伊勢電子の発展史―研究開発型ベンチャー企業の軌跡』 平尾光司 専修大学 (2003年度合宿研究会報告 pp.79-94)
- 日刊工業新聞 十大新製品賞 第10回 1967年